# Verwaltungsgemeinschaft Muldestausee-Schmerzbach

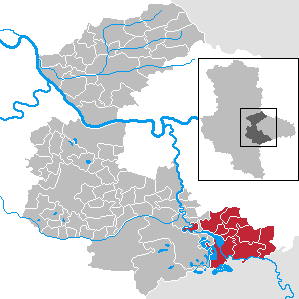
Lage der Verwaltungsgemeinschaft Muldestausee-Schmerzbach im Landkreis Anhalt-Bitterfeld

In der Verwaltungsgemeinschaft Muldestausee-Schmerzbach des Landkreises Anhalt-Bitterfeld in Sachsen-Anhalt waren zehn Gemeinden zur Erledigung ihrer Verwaltungsgeschäfte zusammengeschlossen. Die Verwaltungsgemeinschaft wurde am 1. Januar 2005 aus den Gemeinden der aufgelösten Verwaltungsgemeinschaft Schmerzbach sowie den Gemeinden Muldenstein und Pouch aus der aufgelösten Verwaltungsgemeinschaft Muldestausee gebildet.
Am 1. Januar 2010 schlossen sich die Mitgliedsgemeinden zusammen mit Mühlbeck und Friedersdorf aus der Verwaltungsgemeinschaft Bitterfeld-Wolfen zur neuen Einheitsgemeinde Muldestausee zusammen. Beide Verwaltungsgemeinschaften wurden aufgelöst.
Die Verwaltungsgemeinschaft Muldestausee-Schmerzbach hatte eine Fläche von 127,64 km² und 9960 Einwohner (31. Dezember 2006).

## Die ehemaligen Mitgliedsgemeinden mit ihren Ortsteilen
- Burgkemnitz
- Gossa mit Schmerz
- Gröbern
- Krina
- Muldenstein
- Plodda
- Pouch
- Rösa mit Brösa
- Schlaitz
- Schwemsal mit Schwerz

## Belege
1. ↑  StBA: Gebietsänderungen vom 01. Januar bis 31. Dezember 2010